# オール・オッド (小惑星)
オール・オッド (13579 Allodd) とは、小惑星帯にある小惑星の1つ。仮符号1993 NA2。
ヨーロッパ南天天文台のエリック・エルストによって1993年7月12日に発見された。この天体の小惑星番号の桁が小さなほうから順番に奇数 (all odd digits, in increasing order) で構成されていることから、ベルギーのアマチュア天文家ジャン・メーウスの提案により命名された。